# Шренк-Нотцинг, Альберт фон
Фрайхерр Альберт фон Шренк-Но́тцинг (нем. Albert von Schrenck-Notzing; 18 мая 1862, Остернбург — 12 февраля 1929, Мюнхен) — немецкий врач и пионер в области психотерапии и парапсихологии.

## Биография
Альберт фон Шренк-Нотцинг происходил из древней семьи мюнхенских патрициев Шренк фон Нотцинг. Сын ротмистра Франца Шренк-Нотцинг и его супруги Меты Аббес. Брат Альберта Герман служил в армии в звании подполковника, его дядя Вильгельм фон Шренк-Нотцинга служил обер-бургомистром Ольденбурга. Альберт фон Шренк-Нотцинг изучал медицину в Мюнхенском университете и в 1888 году защитил докторскую диссертацию. В следующем году открыл врачебную практику в Мюнхене и специализировался в медицинской психологии, став первым психотерапевтом в Южной Германии. В 1892 году Шренк-Нотцинг женился на Габриэле Зигле, дочери промышленника Густава фон Зигле, у них родилось двое сыновей.
Шренк-Нотцинг получил известность благодаря своим гипнотическим экспериментам. В 1886 году вместе с философом Карлом дю Прелем основал в Мюнхене психологическое общество, занимавшееся исследованиями, которые в настоящее время преимущественно отнесены к парапсихологическим. Томас Манн сообщал об опытах с медиумом Вилли Шнайдером в начале 1920-х годов. Шренк-Нотцинг интересовался преимущественно терапевтическим потенциалом гипноза. В парапсихологии разработал девять методов лечения сексуальных дисфункций и неврастении.

## Труды
- Ein Beitrag zur therapeutischen Verwertung des Hypnotismus, Vogel, Leipzig 1888
- Der Hypnotismus im Münchener Krankenhause (links der Isar): eine kritische Studie über die Gefahren der Suggestivbehandlung, Abel, Leipzig 1894
- Ueber Spaltung der Persönlichkeit, Wien 1896
- Suggestion und Erinnerverfälschung im Bertoldprozeß, Leipzig 1897
- Materialisations-Phänomene, Reinhardt, München 1914
- Physikalische Phänomene des Mediumismus, Reinhardt, München 1920
- Experimente der Fernbewegung (Telekinese) im psychologischen Institut der Münchener Universität Union, Stuttgart 1924
- Der Betrug des Mediums Ladislaus Laszlo, Leipzig 1924
- Grundfragen der Parapsychologie (1929)
- Die Entwicklung des Okkultismus zur wissenschaftlichen Parapsychologie in Deutschland. Leipzig 1932